# Прямое дебетование
Прямое дебетование (англ. Direct Debit) — метод платежа, который позволяет организациям (кредиторам) списывать средства со счетов клиентов банка при условии, что клиент банка (плательщик) сформировал банку платёжное поручение о проведении таких операций, оговаривающее условия и сроки проведения подобных операций.
Подобный метод платежа широко используется во многих странах (Великобритания, Израиль, Ирландия, Германия, Нидерланды, Япония, Австралия), хотя технологии проведения платежей и их регулирование различаются в различных странах.
В России в соответствии с пунктом 1.1 Положения Банка России от 19 июня 2012 года № 383-П «О правилах осуществления перевода денежных средств» перевод денежных средств осуществляется, в частности, в форме прямого дебетования. Порядок осуществления расчетов в форме прямого дебетования определён главой 9 Положения № 383-П.